# التنظير الداخلي لقناة للثدي
التنظير الداخلي لقناة / أنبوب الثدي هي طريقة تستخدم لفحص بطانة القنوات اللبنية للبحث عن الأنسجة غير الطبيعية. يتم إدخال أنبوب رفيع ومرن مضاء بالكاميرا عبر الحلمة، ويتم ربطه في قنوات الثدي بعمق هذا الأخير.  يمكن إزالة عينات الأنسجة والسوائل أثناء العملية.